# Dan Iuga
Daniel „Dan“ Iuga (* 13. November 1945 in Târgu Ocna) ist ein ehemaliger rumänischer Sportschütze, der auch für die Vereinigten Staaten antrat.

## Karriere
Dan Iuga nahm an drei Olympischen Spielen teil. Bei den Olympischen Spielen 1972 in München belegte er mit der Schnellfeuerpistole den zwölften Rang, während er mit der Freien Pistole die Silbermedaille gewann. Mit 562 Punkten sicherte er sich hinter Ragnar Skanåker und vor Rudolf Dollinger den zweiten Platz. 1976 kam er in Montreal mit der Freien Pistole nicht über den 34. Platz hinaus. In Moskau beendete er die Spiele 1980 im Wettbewerb mit der Freien Pistole auf dem 17. Platz. Bereits 1970 hatte Iuga bei den Weltmeisterschaften die Silbermedaille im Mannschaftswettbewerb mit der Schnellfeuerpistole gewonnen. 1974 wurde er in Thun mit der Großkaliberpistole im Einzel Weltmeister. Dazwischen gewann er 1972 in Belgrad die Europameisterschaft mit der Luftpistole.
Nach den Olympischen Spielen 1980 beendete er zunächst seine Karriere und wurde Nationaltrainer Rumäniens. Ein Jahr später setzte er sich während eines Aufenthalts in Westdeutschland ab. 1983 emigrierte er in die Vereinigten Staaten. Von 1983 bis April 1992 war er dort als Nationaltrainer der US-amerikanischen Pistolenmannschaft tätig. 1993 gab er ein Comeback und nahm an den Panamerikanischen Spielen 1995 in Mar del Plata teil, bei denen er mit der Großkaliberpistole im Einzel- und Mannschaftswettbewerb sowie mit der Schnellfeuerpistole in der Mannschaftskonkurrenz die Goldmedaille gewann. Zudem wurde er im Einzel mit der Schnellfeuerpistole Zweiter. Im selben Jahr wurde er US-amerikanischer Meister. 1999 beendete er seine aktive Karriere endgültig.
Er ist verheiratet und hat zwei Töchter.